# Kraamvrouwenpad
Het Kraamvrouwenpad is een wandelpad met een lengte van 1,4 kilometer van de West-Vlisterdijk te Vlist naar de Bergvlietse Kade ter hoogte van Bovenkerk te Stolwijk. Dit voetpad werd in 1732 geopend. Via dit pad kon de vroedvrouw of arts vanuit Stolwijk snel in Vlist komen. Op deze manier is de naam Kraamvrouwenpad ontstaan. Mogelijk werd het pad ook gebruikt door gelovigen die 's zondags in Stolwijk naar de kerk gingen. In 2013 is het pad opengesteld als wandelpad. Het pad is alleen toegankelijk buiten het broedseizoen van de weidevogels wat loopt van 15 maart tot 15 juni.